# 税务庄街道
税务庄街道，是中华人民共和国河北省唐山市开平区下辖的一个乡镇级行政单位。

## 行政区划
税务庄街道下辖以下地区：
税钢社区、税东社区、河联社区和唐钱社区。